# سیارک ۵۵۳۱
سیارک ۵۵۳۱ (به انگلیسی: 5531 Carolientje، نامگذاری:1051T-2) پنج هزار و پانصد و سی و یکمین سیارک کشف شده‌است که در ۲۹ سپتامبر ۱۹۷۳ کشف شد.
قدر مطلق سیارک برابر ۱۳٫۲۰ است.